# Fiamme negli occhi
Fiamme negli occhi è un singolo del duo musicale italiano Coma Cose, pubblicato il 3 marzo 2021, prodotto dai Mamakass.
Il brano è stato eseguito per la prima volta durante la prima serata del Festival di Sanremo 2021. Nonostante si sia fermata alla 20ª posizione, ottiene comunque un buon successo sia commerciale sia radiofonico. 
La canzone accompagna il trailer ufficiale della seconda stagione della serie Netflix Summertime.

## Video musicale
Il videoclip del brano, diretto da Enea Colombi, è stato pubblicato contestualmente all'uscita del singolo sul canale YouTube di Coma Cose.

## Tracce
Testi di Fausto Zanardelli, Francesca Mesiano, musiche di Fausto Zanardelli, Fabio Dalè, Carlo Frigerio.
1. Fiamme negli occhi – 3:26

## Classifiche

### Classifiche settimanali
| Classifica (2021) | Posizione massima |
| ----------------- | ----------------- |
| Italia            | 6                 |

### Classifiche di fine anno
| Classifica (2021) | Posizione |
| ----------------- | --------- |
| Italia            | 50        |